# ViaMichelin
ViaMichelin, est un site internet appartenant au groupe Michelin qui conçoit et commercialise des produits et des services numériques d'aide à la mobilité.

## Description

Ancien logo

Le groupe Michelin a créé la marque ViaMichelin en 2001 afin de proposer des services d'aide à la mobilité sur supports numériques. Déjà présent sur le marché des cartes et guides touristiques avec le Guide Michelin et les cartes Michelin, Michelin décide de proposer l'ensemble de ses services sur les NTIC : Internet, PDA, Cd-Rom, DVD-Rom, téléphonie mobile et GPS portables.
ViaMichelin est implanté à Boulogne-Billancourt.

## Services numériques
Les services et produits ViaMichelin sont destinés aux particuliers ainsi qu'aux entreprises à la recherche d'informations précises comme l'affichage et le repérage cartographiques, le calcul d'itinéraires routiers ou en ville, la recherche d'hôtels et de restaurants, l'information sur le trafic, les renseignements touristiques…

### Site internet européen
ViaMichelin couvre plus de 45 pays en Europe et répertorie 9,1 millions de kilomètres de voies et de rues. Le site internet de ViaMichelin a dépassé le million de connexions par jour. 
Le site internet ViaMichelin est disponible en sept langues (français, anglais, italien, allemand, espagnol, néerlandais, portugais) et son service de réservation d'hôtels compte plus de 100 000 établissements dans toute l'Europe.
La base de données de contenus exclusifs des guides Michelin propose 23 000 lieux  et villes touristiques et 55 000 hôtels et restaurants testés et sélectionnés. Cette base de données est enrichie par des informations liées au trafic, la météo, les radars fixes...
En mai 2008, une nouvelle version en phase bêta est lancée. Outre une nouvelle interface, cette version renforce les fonctionnalités web 2.0 : avis des internautes sur les hôtels et restaurants, création de carnets de voyages...
En octobre 2015, ViaMichelin fait une refonte complète de son site web de calcul d’itinéraire. Ce nouveau site au design plus épuré est entièrement en Responsive Web Design.

### Internet mobile
Les services ViaMichelin étaient disponibles au Royaume-Uni (O2), France (Bouygues Telecom), Italie (Wind), Espagne (Telefónica), Allemagne (E-Plus), Pays-Bas (Base) et Belgique sur le portail i-mode. Les utilisateurs accédaient à de nombreux services comme la géolocalisation automatique, le calcul d'itinéraires et la recherche d'adresses touristiques (hôtels, restaurants, stations services).

### Logiciels pourPDA
ViaMichelin a également développé des logiciels pour PDA. Les consommateurs pouvaient retrouver les services qui font la force de ViaMichelin (le calcul d'itinéraires et l'affichage de cartes mais également le guide Michelin) sur les assistants numériques personnels des constructeurs HP et Palm.

#### Navigation sur PDA
- HP iPAQ rx1950 GPS Navigator
- Tungsten E2 Navigation Companion
- Palm TX GPS Navigation Companion

### NavigationGPS
ViaMichelin accélère son développement sur le marché numérique d'aide à la mobilité en lançant, en octobre 2005, un système GPS portable qui allie technologie et contenu.
ViaMichelin proposait une offre de GPS qui intégrait en standard les guides Michelin ainsi que des contenus qualifiés (stations-service, radars, …).
En janvier 2008, ViaMichelin décide d'arrêter la production de ses GPS, supprimant soixante postes de travail.
À la suite de cela, ViaMichelin devient partenaire des GPS Navigon.

### Services sur Smartphone
Les services de ViaMichelin sur mobile ont fait place, depuis 2009 à des applications conçues pour iOS et Android, présents sur les stores officiels respectifs (App Store et Google Play Store). Cette application se présente non seulement comme un service de calcul d'itinéraire (à l'instar de ce que fait le site Internet), mais également comme un Assistant de navigation personnel. Les utilisateurs peuvent, comme pour Waze, déclarer bouchons, accidents, etc. En revanche, les cartes utilisées sont celle de Michelin et ne sont pas modifiables par la communauté.

### Information Trafic
ViaMichelin offre depuis septembre 2005 un service d'information trafic en temps réel sur la France métropolitaine. Sont couverts les grands axes et les autoroutes, les périphériques des grandes villes et l'intra-muros de Paris, Lyon et Toulouse. Ce service d'information trafic est destiné aux constructeurs automobiles (Peugeot, Citroën, etc.) et fabricants de GPS (TomTom, Garmin, etc.).

### Autres sites appartenant à Michelin Travel Partner
- Michelin Voyage.
- Le guide Michelin.
- Michelin Plaques.
- Michelin Business Solutions[2].